# Arend Steunenberg
Arend Steunenberg (Apeldoorn, 28 mei 1945) is een Nederlands voormalig voetballer die als doelman speelde. Nadien werd hij trainer en was hij voorzitter van de Vereniging van Contractspelers (VVCS).

## Loopbaan
Steunenberg debuteerde op vijftienjarige leeftijd in het eerste team van AGOVV maar keerde daarna weer terug bij de jeugd. Hij kwam weer bij het eerste elftal en kwam daar onregelmatig aan bod. In 1966 ging hij naar SC Heracles. Tot medio 1975 kwam hij meer dan 250 wedstrijden in actie voor de club uit Almelo. Steunenberg was Nederlands jeugdinternational en speelde ook in het Nederlands militair voetbalelftal.
Hij werd trainer in het amateurvoetbal en was in meerdere periodes actief bij DETO. In 1988 keerde hij terug bij Heracles om samen met Jan Morsing de technische zaken te behartigen. Tot begin 1989 fungeerde hij ook als trainer. Steunenberg bleef hierna verbonden aan Heracles, onder meer als technisch manager, scout en adviseur. Steunenberg was 26 jaar lid van het bestuur van de VVCS. In 1982 werd hij, eerst waarnemend, voorzitter en trad in 1983 terug. 